# Dream Theater
Dream Theater és un grup de metal progressiu dels Estats Units.

## Història
El van formar dos estudiants de l'institut de música de Berklee, John Myung i John Petrucci, el 1986. De seguida varen trobar un bateria amb qui compartir el projecte, Mike Portnoy.
S'hi van afegir el teclista Kevin Moore i el cantant Chris Collins. En aquella època, el grup encara es deia Majesty.
El quintet va començar a gravar algunes maquetes i varen editar The Majesty Demos. Aquesta maqueta va tenir molt d'èxit, ja que se'n van vendre més de 1000 en els primers sis mesos.
L'any següent a l'edició de The Majesty Demos, el cantant, Chris Collins, va abandonar el grup. El va reemplaçar Charlie Dominicci l'any 1987. Va ser llavors quan el grup va decidir signar per la distribuidors Mechanic Records. Varen començar a treballar amb el que seria el primer àlbum de debò: When Dream and Day Unite.
Però desgraciadament, un grup de Las Vegas que ja es deia també Majesty, va obligar el grup a canviar de nom. Va ser llavors quan Dream Theater va néixer, en honor d'un antic cinema de Califòrnia.
Després de When Dream and Day Unite, els fundadors del grup van veure que si volien avançar, havien de buscar una distribuïdora més gran, i un cantant amb més talent. Varen abandonar Mechanic Records i van fer fora a Charlie Dominicci. Van trigar molt a trobar un nou cantant, però el van trobar: James Labrie.
Van signar per ATCO Atlantic per al seu següent disc, Images and Words, que va sortir el 1992.
El teclista no duraria gaires albums més. En concret va seguir en el grup durant la gravació de Live at the Marquée i del tercer àlbum del grup: Awake.
El va substituir Derek Sherinian, però no de manera permanent. Els fundadors del grup volien aconseguir a Jordan Rudess però aquest estava en un altre grup, Dixie Dregs.
El 1995 va sortir A Change of Seasons, que inclou una èpica cançó de 23 minuts. També inclou versions dels grups que més han influenciat a Dream Theater.
L'últim disc en què Sherinian va participar, Falling into Infinity, va ser gravat el 1996. Aquest cop, Rudess estava lliure per ser reclutat pel quartet virtuós. I així va ser. Amb Rudess als teclats, el grup ha gravat encara cinc albums més: Scenes From a Memory (1999), Six Degrees of Inner Turbulence (2002), Train of Thought (2003), Octavarium (2005) i Systematic Chaos (2007).

## Discografia
- Parasomnia (2025)
- A View from the Top of the World (2021)
- Distant Memories - Live in London (2020) (Concert)
- Distance Over Time (2019)
- The Astonishing (2016)
- Breaking The Fourth Wall (2014) (Concert)
- Live At Luna Park (2013) (Concert)
- Dream Theater (2013)
- A Dramatic Turn of Events (2011)
- Black Clouds & Silver Linings (2009)
- Chaos in Motion 2007-2008 (2008) (Concert)
- Greatest Hit (...and 21 Other Pretty Cool Songs) (2008) (Compilation)
- Systematic Chaos (2007)
- Score (2006) (Concert)
- Octavarium (2005)
- Live at Bodokan (2004) (Concert)
- Train Of Thought (2003)
- Six Degrees Of Inner Turbulence (2002)
- Live Scenes From New York (2001) (Concert)
- Through Her Eyes (2000) (Single)
- Scenes From A Memory (1999)
- Once In A Livetime (1998) (Concert)
- Falling Into Infinity (1997)
- Hollow Years (1997) (Single)
- A Change Of Seasons (1995)
- Awake (1994)
- The Silent Man (1994) (Single)
- Lie (1994) (Single)
- Live At The Marquee (1993) (Concert)
- Another Day (1992) (Single)
- Images And Words (1992)
- When Dream And Day Unite (1989)